# Lincoln (Vermont)
Lincoln è una città degli Stati Uniti d'America, nella contea di Addison, nello Stato del Vermont. La popolazione era di 1.271 abitanti nel censimento del 2010.